# Break Through
Break Through è il terzo album in studio del gruppo musicale giapponese B'z, pubblicato nel 1990.

## Tracce
1. Lady-Go-Round - 4:22
2. B.U.M - 1:25
3. Break Through - 4:25
4. Boys In Town - 4:39
5. Guitar wa naiteiru (Guitar は泣いている) - 6:32
6. Love & Chain - 4:56
7. Tonari de Nemurasete (となりでねむらせて) - 4:12
8. Hey Brother - 3:55
9. Ima de wa...Ima nara...Ima mo... (今では...今なら...今も...) - 5:18
10. Save Me!? - 3:27
11. Stardust Train - 5:03

## Formazione
- Koshi Inaba
- Takahiro Matsumoto